# Baby (gemeente)
Baby is een gemeente in het Franse departement Seine-et-Marne (regio Île-de-France) en telt 76 inwoners (2009). De plaats maakt deel uit van het arrondissement Provins.

## Geografie
De oppervlakte van Baby bedraagt 4,2 km², de bevolkingsdichtheid is dus 18,1 inwoners per km².
De onderstaande kaart toont de ligging van Baby (gemeente) met de belangrijkste infrastructuur en aangrenzende gemeenten.

## Demografie
Onderstaande figuur toont het verloop van het inwonertal (bron: INSEE-tellingen).